# Gösta "Snoddas" Nordgren

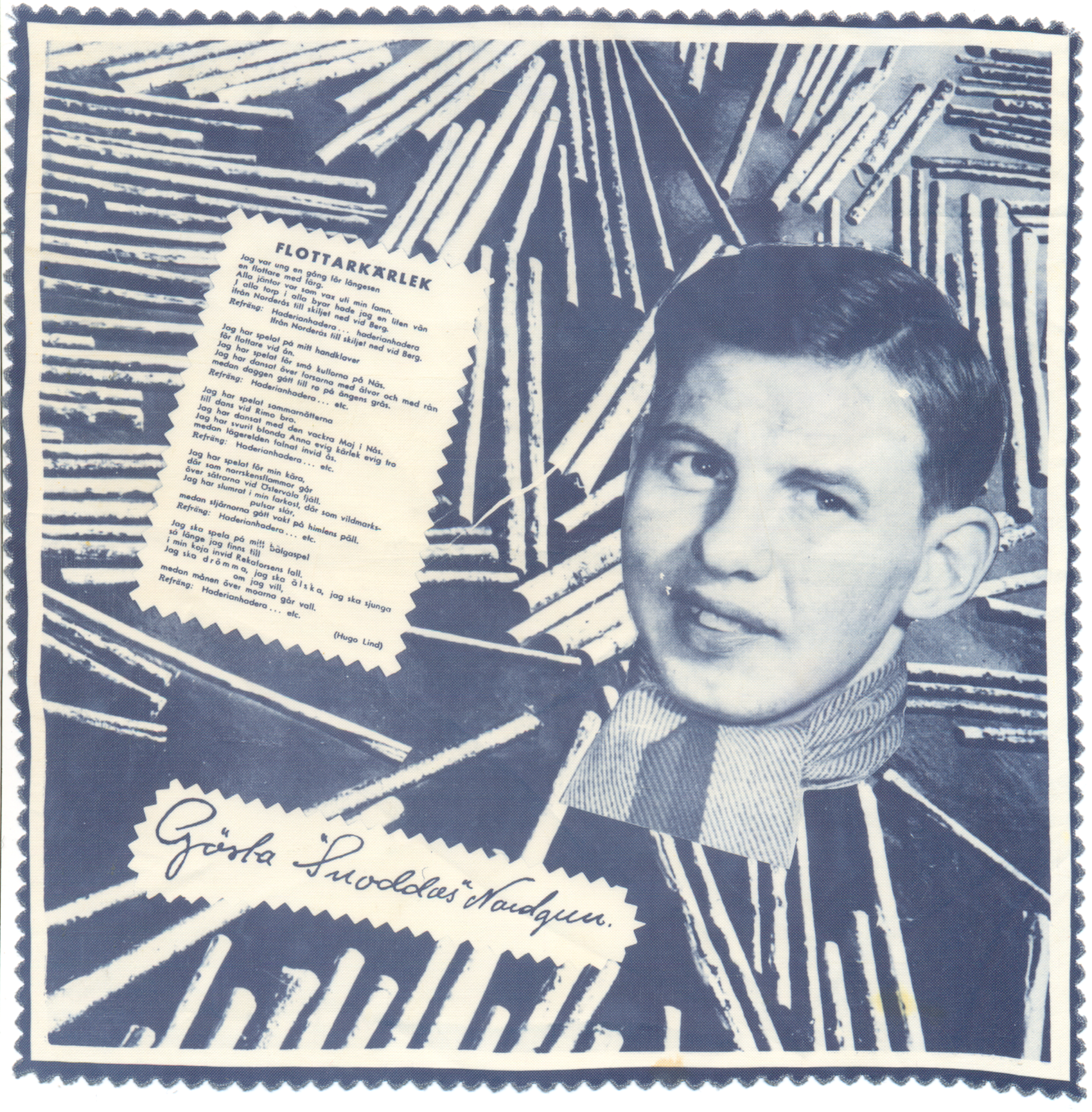
En kopia av en sidenduk som såldes vid ett av Snoddas framträdanden i mitten av 1950-talet, med texten till Flottarkärlek.

Karl Gösta "Snoddas" Nordgren, född 30 december 1926 i Arbrå, Hälsingland, död 18 februari 1981 i Ljusne församling i Söderhamns kommun, Hälsingland, var en svensk sångare och bandyspelare.

## Biografi
”Snoddas” var bandyspelare i Bollnäs GIF mellan 1948 och 1957 då laget bland annat blev svensk mästare i bandy 1951 och 1956. Han slog igenom som sångare den 26 januari 1952 i Lennart Hylands legendariska radioprogram Karusellen och orsakade då vad som än idag kallas för ”Snoddasfeber”. I programmet framförde ”Snoddas” sången "Flottarkärlek", som sedan blev hans signaturmelodi och dessutom en landsplåga. I radioframförandet av "Flottarkärlek" sjöng inte "Snoddas" den kända strofen ”Haderian Hadera”. Strofen lades dock till vid den skivinspelning som gjordes med Snoddas två dagar efter radioframträdandet. Strofen fanns med redan i den första inspelningen av sången med Harry Brandelius från 1948, men programledaren Lennart Hyland ansåg denna opassande och "Snoddas" fick därför stryka den inför sändningen.
Hans far Kalle Nordgren var bland annat fiskhandlare och sålde kondomer och kallades därför ”Gummi-Kalle” eller ”Kådis-Kalle”. Sonen Gösta hängde ofta med i strömmingsbilen och fick därför öknamnet ”Gummisnodden”. Senare förvandlades ”Gummisnodden” till ”Snoddas” kort och gott. ”Snoddas” turnerade på 1970-talet med Arne Qvick (ofta kallad Arne ”Rosen” Qvick efter sin hit med samma namn), även han från Bollnäs.
Från 1970-talets början ackompanjerades ”Snoddas” av dragspelaren Karl Erik Svensson och samarbetet fortsatte fram till den 18 februari 1981, då "Snoddas" hastigt avled, 54 år gammal, under en turné, när han på kvällen spelade innebandy med handikappade ungdomar i en gymnastikhall på Källshagens sjukhem i Vänersborg. Dödsorsaken var troligen hjärtproblem.
Gösta Nordgren ligger begravd på Ljusne kyrkogård.

## Eftermäle
På Brotorget i Bollnäs fanns en relief som en hyllning till ”Snoddas”. Det så kallade ”Snoddaståget” är ett inslag i stadskärnan på sommaren där det bjuder yngre och äldre folk på en tur.

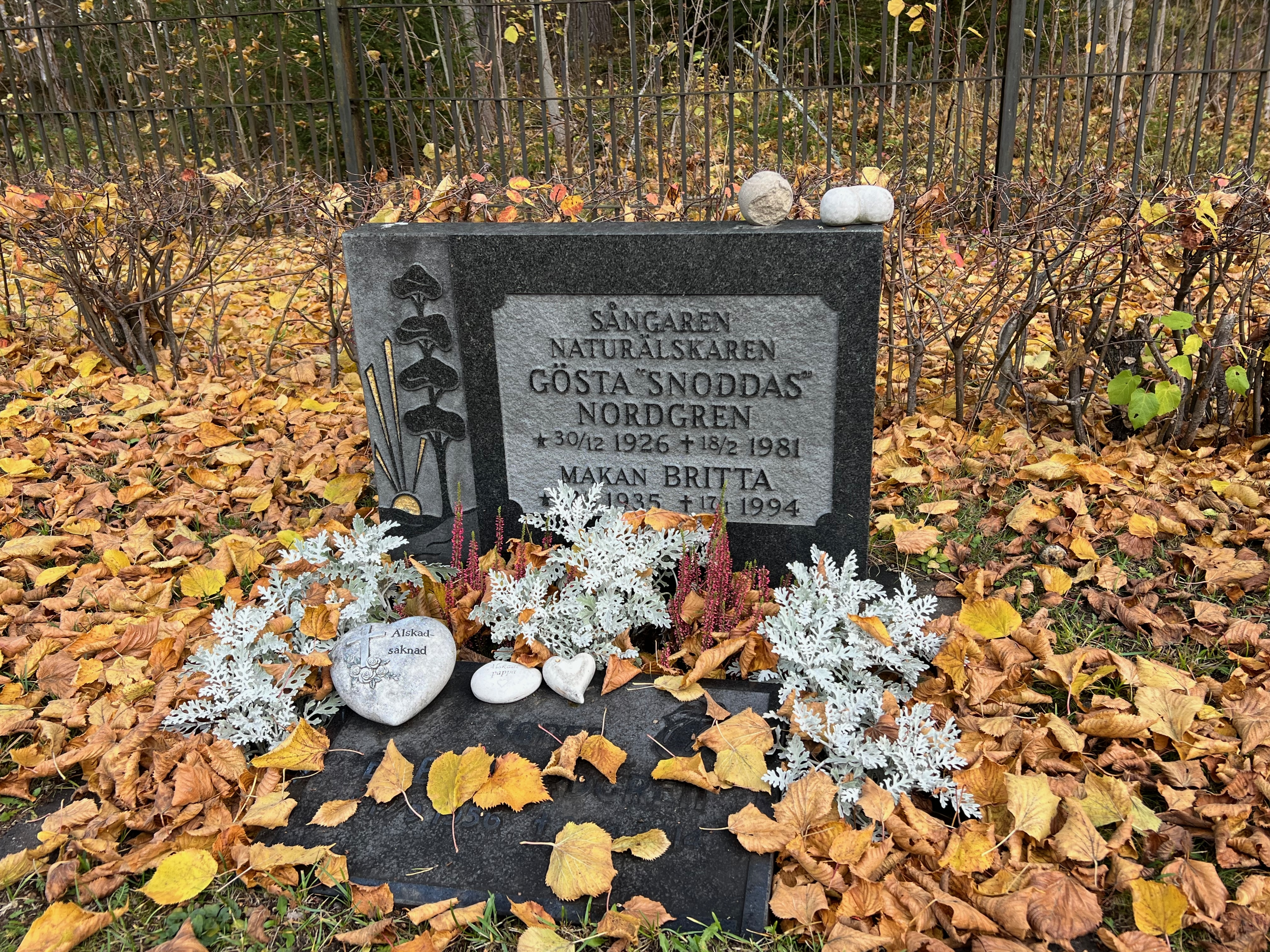
"Snoddas" grav på Ljusne kyrkogård söder om Söderhamn.

I Linköping fanns 1951−2022 ett gatukök (i stadsdelen Gottfridsberg fram till 1971, därefter i Ryd),  som var uppkallat efter Snoddas.

## Flottare?
Vid de riksomfattande turnéer som följde på ”Snoddas” genomslag i Karusellen medföljde bland annat en enkel fiskeeka som påstods vara ”Snoddas” egen. Fansen plockade bitar ur ekan som souvenirer så att under en sommar kom man att förbruka hela tre ekor. Att ”Snoddas” skulle ha varit flottare betvivlas av dem som minns honom som fiskhandlarbiträde. Men eftersom "Flottarkärlek" var det stora numret lanserade Torsten Adenby detta yrke i idolens CV.

## Diskografi i urval
- 1974 – Vår Hembygds kyrka, Gösta "Snoddas" Nordgren & Arne "Rosen" Qvick
- 1975 – En flottare med färg, Gösta "Snoddas" Nordgren
- 1975 – Två glada Laxar, Gösta "Snoddas" Nordgren & Arne "Rosen" Qvick
- 1978 – Man ska leva som man lär (WISA) Gösta "Snoddas" Nordgren med Karl Erik Svenssons orkester
- 1981 – Det gamla julkortet, Snoddas
- 1981 – Hadderian, Haddera... (WISA) Gösta "Snoddas" Nordgren med Karl Erik Svenssons orkester

Se även: Gösta "Snoddas" Nordgren på Svensk underhållningsmusik, revyer och film 1900–1960

## Övrigt
Radioprogrammet Karusellen sändes från Karlaplanstudion, numera Maximteatern på Styrmansgatan i Stockholm. 

## Filmografi
- 1952 – Flottare med färg
- 1952 – Åsa-Nisse på nya äventyr
- 1967 – Åsa-Nisse i agentform